# Bjørn Martin Kristensen
Bjørn Martin Kristensen (Oslo, Noruega, 4 de mayo de 2002) es un futbolista de Filipinas nacido en Noruega que juega en las posiciones de delantero y extremo con el KFUM Oslo de la Eliteserien desde el año 2025.

## Carrera

### Club
| Periodo   | Club          |
| --------- | ------------- |
| 2019-2020 | Nordstrand IF |
| 2021-2022 | Grorud IL     |
| 2022-2024 | Aalesunds FK  |
| 2025-     | KFUM Oslo     |

### Selección nacional
A nivel de selecciones menores representó a Noruega en la categoría sub-20, con la que debutó en noviembre de 2021 en el empate 1-1 ante República Checa entrando de cambio por Magnus Knudsen en el minuto 75 por la Under 20 Elite League, siendo ese su único partido con el equipo.
Al tener madre filipina, en 2024 Kristensen fue reclutado por el entrenador Tom Saintfiet para jugar con Filipinas. Varios meses después Kristensen fue convocado para jugar en el Torneo Merdeka en Malasia. Debutó con Filipinas en la derrota por 1-2 ante Malasia. Kristensen anotó su primer gol internacional en la derrota por 1-3 ante Tailandia en las semifinales de la King's Cup. Su segundo gol internacional lo anotó el 14 de noviembre de 2024 en la derrota por 1-3 ante Hong Kong en un partido amistoso en Hong Kong.